# Modern Language Association
La Modern Language Association of America, spesso abbreviata col nome di MLA, è un'associazione statunitense che raccoglie gli studiosi e professionisti statunitensi delle lingue e letterature moderne.
L'MLA si prefigge lo scopo di "rafforzare lo studio e l'insegnamento della lingua e della letteratura". L'organizzazione comprende oltre 25.000 membri in 100 Paesi, principalmente studiosi accademici, professori e studenti universitari di lingua e letteratura inglese, letteratura comparata e delle altre lingue moderne. Sebbene sia nata a New York come associazione statunitense, col passare del tempo essa assunse un rilievo internazionale per quanto riguarda la provenienza geografica dei candidati, il reclutamento professionale e didattico dei membri, nonché l'influsso esercitato dall'MLA sulla pubblicistica specializzata nell'ambito delle lingue e letterature moderne.

## Storia
L'MLA nacque nel 1883 come un gruppo attivo nello studio della letteratura e delle lingue moderne, quindi con l'esclusione del latino e greco classici. Secondo il suo profilo presentato dall'American Council of Learned Societies (ACLS), "La Modern Language Association è stata istituita per finalità e scopi educativi, scientifici, letterari e sociali, e più specificamente per la promozione del mondo accademico e scientifico della lingua inglese, tedesca, francese, spagnola, italiana e delle altre cosiddette lingue e letterature moderne ".

## Struttura
Lo statuto dell'MLA prevede l'elezione periodico di un Consiglio Esecutivo, il cui direttore esecutivo è Paula Krebs. 

I membri eleggono anche il presidenti e i due vicepresidenti: il presidente in carica per il biennio 2019-2020 è Simon Gikandi, coadiuvato dal primo vicepresidente Judith Butler e dal secondo vicepresidente Barbara Fuchs.
L'associazione si compone delle seguenti strutture regionali, fra loro indipendenti, le quali si riuniscono più volte all'anno:
- Associazione delle lingue moderne del Midwest;
- Associazione delle lingue moderne per il Nord Ovest;
- Associazione delle lingue antiche e moderne del Pacifico;
- Associazione delle lingue moderne del Rocky Mountain;
- Associazione delle lingue moderne del Sud Atlantico;
- Associazione delle lingue moderne per l'area del Centro-sud.

## Attività
L'MLA cura le seguenti pubblicazioni:
- la Publications of the Modern Language Association of America (abbreviato in PMLA): rivista accademica che presente discussioni a carattere professionali fra professori di lingue e letterature moderne. Gli articoli sono consultabili online su MLA Commons;
- l'MLA Handbook[4], una guida rivolta per le scuole superiori e per gli studenti universitari, chee ha venduto oltre 6 500 000 copie, giunta all'ottava edizione nella primavera del 2016;
- l'MLA Style Manual: il manuale di stile dell'associazione proposto a laureati, studiosi e scrittori professionisti, che, a settembre del 2016, è uscito fuori stampa, dopo aver raggiunto la terza edizione.;
- l'MLA International Bibliography[5], indice bibliografico della letteratura scientifica internazionale disponibile nel campo della lingue e letterature moderne[6];
- l'Humanities Commons: lanciato a novembre del 2016, è un hub interdisciplinare ad accesso aperto per chiunque sia interessato alla ricerca e all'ottenimento di una borsa di studio, unitamente alla College Art Association, all'Associazione per gli studi ebraici e all'Associazione per gli studi slavi, dell'Europa orientale e eurasiatica;
- l'MLA Language Map: una rielaborazione cartografica del censimento degli Stati Uniti del 2000 relativo alla distribuzione geografica di trenta lingue e ulteriori sette parlate negli Stati Uniti e nel Canada.
- la Job Information List[7][8][9][10][11]: un elenco di attività educative, ludiche, ricreative, sociali e culturali in preparazione della convention annuale dell'MLA, che dal 1884 attira ogni anno (per 4 giorni) fra le 8.000 e le 12.000 persone, distribuite in 800 sessioni (di lavoro), in una località scelta a rotazione negli Stati uniti.

### Laconvention
A partire dal 1884, l'associazione ha costantemente organizzato un convegno nazionale di quattro giorni. Nel 2011, le date della convention sono state spostate al primo giovedì successivo al 2 gennaio di ogni anno.
In tale occasione, i dipartimenti linguistici e delle risorse umane di molte università e college statunitensi organizzano dei colloqui con i potenziali candidati all'insegnamento, avviando un processo di selezione che continua per tutto l'anno.
A margine delle attività di collocamento, la convention include circa 800 sessioni, fra presentazioni di paper, panel di discussione (sessioni speciali, forum, letture di poesie, presentazioni di film, studi interdisciplinari che coinvolgono arte e musica, discussioni relative alla governance) ed eventi socio-culturali variegati.

## Critiche
Secondo una parte di critici, l'associazione avrebbe evidenziato la razza, il genere e la classe sociale come fattori discriminanti nelle proprie decisioni tecniche e professionali. Secondo un articolo di Roger Kimball e Hilton Kramer pubblicato da The New Criterion, rivista di letteratura classica e di orientamento politico conservatore, tale prassi sarebbe stata parte di una "politicizzazione dilagante dello studio letterario che l'MLA ha sostenuto aggressivamente" nelle scuole superiori e nelle università americane, di pari passo all'equiparazione della cultura popolare alle altre grandi opere della letteratura per lo studio in classe, unitamente ad altri tipi di "posture radicali".
Ulteriori critiche emersero a dicembre del 2016, a seguito della proposta di un boicottaggio accademico di Israele. La risoluzione Boycott, Divestment and Sanctions (abbreviata come BDS) fu accolta negativamente da studiosi, avvocati e organizzazioni che ne denunciarono i sentimenti di fondo e la potenziale illegalità. Il Louis D. Brandeis Centre for Human Rights Under Law indirizzò una lettera a Kwame Anthony Appiah e a Rosemary G. Feal, rispettivamente presidente e direttore esecutivo dell'associazione, avvertendoli che la risoluzione era ultra vires. A gennaio del 2017, la convention annuale dell'MLA respinse la richiesta di adesione alla campagna di boicottaggio con 113 voti favorevoli e 79 contrari.